# Krzyki (dzielnica)
Krzyki (niem. Krietern) – była dzielnica samorządowo-administracyjna Wrocławia, ustanowiona 12 lutego 1952, jej funkcje 8 marca 1990 przejął w szerokim zakresie Urząd Miejski nowo powstałej Gminy Wrocław. Nazwa Krzyki przywoływana jest dla celów statystycznych, a także funkcjonuje w organach administracji rządowej i specjalnej np. ZOZ, urząd skarbowy, prokuratura, policja, itp. Obszar byłej dzielnicy Krzyki liczy 54,3 km² i według danych GUS z 31 grudnia 2019 r. zamieszkiwało go 179 276 osób. Tę samą nazwę nosi jedno z osiedli w dzielnicy, osiedle Krzyki.
Obecnie na terenie Krzyków w miejsce najwyższego budynku we Wrocławiu, Poltegoru, wybudowany został 212-metrowy Sky Tower. W południowej części Krzyków znajduje się tor wyścigów konnych Partynice. W dzielnicy znajduje się także Aquapark Wrocław, Uniwersytet Ekonomiczny, Stary Cmentarz Żydowski, Wieża ciśnień, Dworzec Główny, Wrocławski Teatr Pantomimy i wrocławski oddział Akademii Sztuk Teatralnych im. Stanisława Wyspiańskiego w Krakowie. W pobliżu zostało również wybudowane centrum handlowe Arkady Wrocławskie, które zostało zamknięte w 2024.

## Połączenia komunikacyjne
Dzielnica posiada połączenia autobusowe i tramwajowe. Na terenie Krzyków znajduje się sześć pętli/krańcówek tramwajowych (Krzyki, Park Południowy, Klecina, Księże Małe, Gaj, Tarnogaj). Dwie główne arterie przebiegające przez Krzyki i łączące je ze Starym Miastem to ulice: Powstańców Śląskich oraz Ślężna.